# Рішар Рацімандрава
Рішар Рацімандрава (малаг. Richard Ratsimandrava, фр. Richard Ratsimandrava, 21 березня 1931, Мангарівотра, Антананаріву, Французький Мадагаскар — 11 лютого 1975, Танаріве, Малагасійська республіка) — мадагаскарський політичний і військовий діяч, президент Мадагаскару в 1975 році. Убитий в результаті замаху після неповних семи днів правління.

## Біографія
Рішар Рацімандрава народився 21 березня 1931 року в районі Мангарівотра міста Тананаріве, адміністративного центру Французької колонії Мадагаскар, і був одним з п'яти дітей в родині з низького стану «хува» («hova», «прості люди», на відміну від стану аристократії — андріана) народності меріна. У 1938 році почав навчання в школі «Амбавахадімангаціака» (малаг. Ambavahadimangatsiaka) в Анцирабе. У 1940 році, у віці 9 років, Рацімандрава був направлений на навчання до ліцею «Галлієні» в Тананаріве, після чого його життя два десятиліття було присвячене службі в армії Франції.

### Служба в колоніальній армії Франції
5 липня 1952 року Рішар Рацімандрава отримав диплом бакалавра математики і в 1952–1954 роках пройшов курс навчання в Школі Кано в Діжоні (Франція). Потім, в 1954–1956 роках навчався у Франції, в Спеціальній військовій школі Сен-Сір і 1 жовтня 1956 року одержав звання молодшого лейтенанта в Навчально-тренувальному центрі Сент-Максен. З грудня 1956 року служив в Марокко, потім, до серпня 1958 року, в Алжирі, що був тоді колонією Франції.
12 серпня 1957 року Рацімандрава був нагороджений пам'ятним знаком Французької Північної Африки «Commémoration AFN». 1 березня 1958 року Рацімандрава був переведений в колоніальну піхоту і 17 серпня 1958 року знову направлений в Навчально-тренувальний центр Сент-Максен, де 1 жовтня отримав звання лейтенанта. 5 січня 1959 він був направлений до Навчального центру для новобранців в таборі «Галлієні» у Фрежюсі (Франція) і 28 жовтня 1959 року був призначений командиром 12-го батальйону морської піхоти в Фіарананцуа (Мадагаскар). 11 червня 1960, за 15 днів до проголошення незалежності Мадагаскару, Рацімандрава був направлений на службу в 1-й загальновійськовий мальгаський полк в столиці автономії Тананаріве.

### Кар'єра в армії Мадагаскару. Командувач жандармерією
Після отримання країною незалежності лейтенант Рацімандрава став офіцером армії незалежної Малагасійської республіки. 1 лютого 1962 він отримав звання капітана і 1 листопада того ж року був переведений на службу в національну жандармерію. З 13 травня 1963 він стажувався в м. Лодев (департамент Еро, Франція), а з 1 жовтня того ж року проходив стажування в Школі офіцерів національної жандармерії (фр. L'École des officiers de la gendarmerie nationale) в Мелен (Франція). У червні 1964 року Рацімандрава вивчав наукову кримінологію в Парижі і отримав відповідний сертифікат.
1 вересня 1964 року, після повернення на батьківщину, він був призначений командувачем з'єднання жандармерії в Туамасіні. 14 червня 1966 року став кавалером Ордена нації. 1 серпня 1967 року Рішар Рацімандрава був призначений заступником командира жандармерії Малагасійської республіки та 1 червня 1968 року одержав звання підполковника. Менше ніж через рік 1 квітня 1969, Президент Мадагаскару Філібер Ціранана призначив підполковника Рацімандрава командувачем жандармерією країни. У квітні 1971 року Рішар Рацімандрава керував жорстоким придушенням селянського повстання на півдні Мадагаскару, після чого 14 жовтня 1971 року став офіцером Ордену нації, а 31 грудня 1971 був нагороджений французьким Орденом Почесного легіону.

### Міністр внутрішніх справ і один з лідерів військового режиму
Однак через півроку, коли в країні почалися заворушення, підполковник Рацімандрава не виявив колишньої лояльності до президента Ціранани. 13 травня 1972 йому було доручено придушення повстання в столиці країни, проте командувач жандармерією відмовився брати участь в конфлікті між народом і владою. Армія встановила новий режим і 25 травня 1972 року Рацімандрава був призначений міністром внутрішніх справ в уряді дивізійного генерала Габріеля Рамананцуа. Тепер Рішар Рацімандрава був відомий як співавтор і непохитний прихильник т. зв. «Курсу 1972 року», що проводився урядом Рамананцуа. 8 жовтня 1972 він оприлюднив близьку до ідей африканського соціалізму ідею створення на Мадагаскарі широкої системи фукунулун — традиційних громад, які, як він вважав, були єдиним шляхом розвитку країни. Ця ідея була активно підтримана лівими партіями країни, перш за все Партією конгресу незалежності Мадагаскару (АКФМ), що виступала за доктрину наукового соціалізму, а міністр внутрішніх справ Рацімандрава став ініціатором курсу на втілення в життя ідеї фукунулун.
1 січня 1973 року він возведений в полковники.
У червні 1974 року Рацімандрава заявив на прийомі на честь іноземних делегацій VII з'їзду Комітету солідарності Мадагаскару: «Наш уряд є військовим, але наша політика полягає в служінні інтересам всього народу». У той же час на самому з'їзді генеральний секретар Комітету Жизель Рабесахала зачитала доповідь про фукунулуни, підкреслюючи, що їхня ідея належить уряду.
Військовий заколот в грудні 1974 року, критика військового уряду у пресі і розбіжності в керівництві країни, призвели до того, що на початку 1975 року Рацімандрава, залишаючись на посаді міністра внутрішніх справ, зумів поставити армію під свій контроль. У союзі з міністром закордонних справ капітаном фрегата Дідьє Раціракою він примусив президента Габріеля Рамананцуа піти у відставку 23 січня 1975 року.
Заявивши про розпуск свого уряду, Рамананцуа сам висунув кандидатуру Рацімандрава на пост очільника держави і той відповів йому фразою, яка стала знаменитою — «Я не повернусь спиною до свого обов'язку, мій генерале!» (малаг. Tsy hiamboho adidy aho, mon Général).

## Коротке правління
5 лютого 1975 полковник Рішар Рацімандрава вступив на посаду президента Мадагаскару, зайнявши також пости міністра національної оборони і міністра планування. Як глава держави він прийняв орденську стрічку через плече Ордена нації. На церемонії складання присяги, що проходила у військовому таборі Ампахабе поблизу столиці, Рацімандрава заявив: «Ми як зіницю ока повинні захищати національну єдність і не допустити скочування на шлях трибалізму, який колонізатори використовували для розколу молодих держав». Він назвав першочерговими завданнями свого уряду боротьбу з безробіттям і зростанням цін, обіцяв налагодити постачання населення товарами першої необхідності. Рацімандрава заявив, що політика його уряду буде ґрунтуватися на трьох принципах — ідеї фукунулун, «мальгашізації» економіки — переходу в руки мадагаскарців провідних позицій в господарському житті країни, — і децентралізації центральної влади.
6 лютого Рацімандрава привів до присяги свій уряд, в програму якого входили обіцянки подолати економічну відсталість країни, масове безробіття, приділити особливу увагу сільському господарству. Уряд складався з 13 міністрів, тільки четверо з яких обіймали посади в колишньому кабінеті. Сім міністрів були офіцерами армії, дев'ять — цивільними особами.
Столична преса повідомляла, що в Тананаріве з усіх кінців острова йдуть телеграми про підтримку нового режиму…

### Убивство Рішара Раціманрави
У вівторок, 11 лютого 1975 року, ввечері полковник Рішар Рацімандрава провів засідання кабінету міністрів в районі Анузі (Тананаріве) і на службовій машині вирушив до своєю резиденції на площі Амбухітзатаву. Там близько 20.00 його машина і автомобілі супроводу були обстріляні з автоматів. Рішар Рацімандрава був смертельно поранений прямим попаданням в серце і помер на місці.
В організації цього замаху новою владою були звинувачені бойовики з Мобільної групи поліції (фр. Groupe Mobile de Polic (GMP)), дислокованої у військовому таборі Антакімура поблизу малагасійської столиці. Його безпосередніми вбивцями називали офіцерів GMP Самуеля Работовао і Бернара Ракутумангу.
21 березня — 12 червня 1975 року в Тананаріве пройшов судовий процес у справі про вбивство Рішара Рацімандрава. Він не вніс остаточної ясності ні в питання про організаторів убивства, ні в питання про справжні мотиви цього злочину. Більшість обвинувачених, в тому числі колишній президент Філібер Ціранана, були виправдані.
І через кілька десятиліть громадськість і історична спільнота Мадагаскару постійно повертаються до загадки смерті Рішара Рацімандрава, який проголосив курс на масштабні зміни, але перебував при владі неповних сім днів. У числі вірогідних замовників його вбивства називали і різні армійські угруповання, і підприємницькі кола, як іноземні, так і національні, і вихідців з півдня острова, які могли помститися за придушення повстання 1971 року, і традиціоналістів, які не бажали допустити до влади представника низького стану, і Дідьє Раціраку, який отримав владу через чотири місяці після смерті свого недавнього соратника.
21 березня 2006 року в Мадагаскарі відкрилася громадська історична конференція, що розглядала проблему вбивства Рішара Рацімандрави.

## Родина
22 вересня 1956 року Рішар Рацімандрава одружився з Терез Разафіндрамуйзіною (малаг. Thérèse Razafindramoizina).

## Нагороди
- 20 серпня 1957: Commémoration AFN
- 14 червня 1966: кавалер ордена Національного Мадагаскару (фр. l'Ordre national)
- 14 жовтня 1971: офіцер Національного ордена Мадагаскару
- 31 грудня 1971: Орден Почесного легіону
- 5 лютого 1975: Орденська стрічка через плече Національного ордена Мадагаскару (за статутом, як глава держави)[3].

## Пам'ять
30 травня 1975 ім'ям Рішара Рацімандрава була названа одна з вулиць Антананаріву, столиці Мадагаскару.